# Ogden (Kansas)
Ogden es una ciudad ubicada en el condado de Riley en el estado estadounidense de Kansas. En el año 2010 tenía una población de 2087 habitantes y una densidad poblacional de 993,81 personas por km².

## Geografía
Ogden se encuentra ubicada en las coordenadas 39°6′47″N 96°42′34″O / 39.11306, -96.70944 (39.113103, -96.709359).

## Demografía
Según la Oficina del Censo en 2000 los ingresos medios por hogar en la localidad eran de $26,750 y los ingresos medios por familia eran $31,375. Los hombres tenían unos ingresos medios de $25,463 frente a los $19,471 para las mujeres. La renta per cápita para la localidad era de $12,287. Alrededor del 17.6% de la población estaban por debajo del umbral de pobreza.